# 홍콩 역사박물관
홍콩 역사박물관(광둥어: 香港歷史博物館 Hoeng1 Gong2 Lik6 Si2 Bok3 Mat6 Gun2, 중국어: Xiānggǎng Lìshǐ Bówùguǎn, Hong Kong Museum of History)은 홍콩의 역사와 문화 유산을 보존한 박물관이다. 홍콩 가우룽 짐사쩌이 내 홍콩과학박물관 바로 옆에 위치해 있다.
홍콩역사박물관의 전시품들은 자연사, 고고학, 민족학, 향토사를 포괄하고 있다.

## 역사

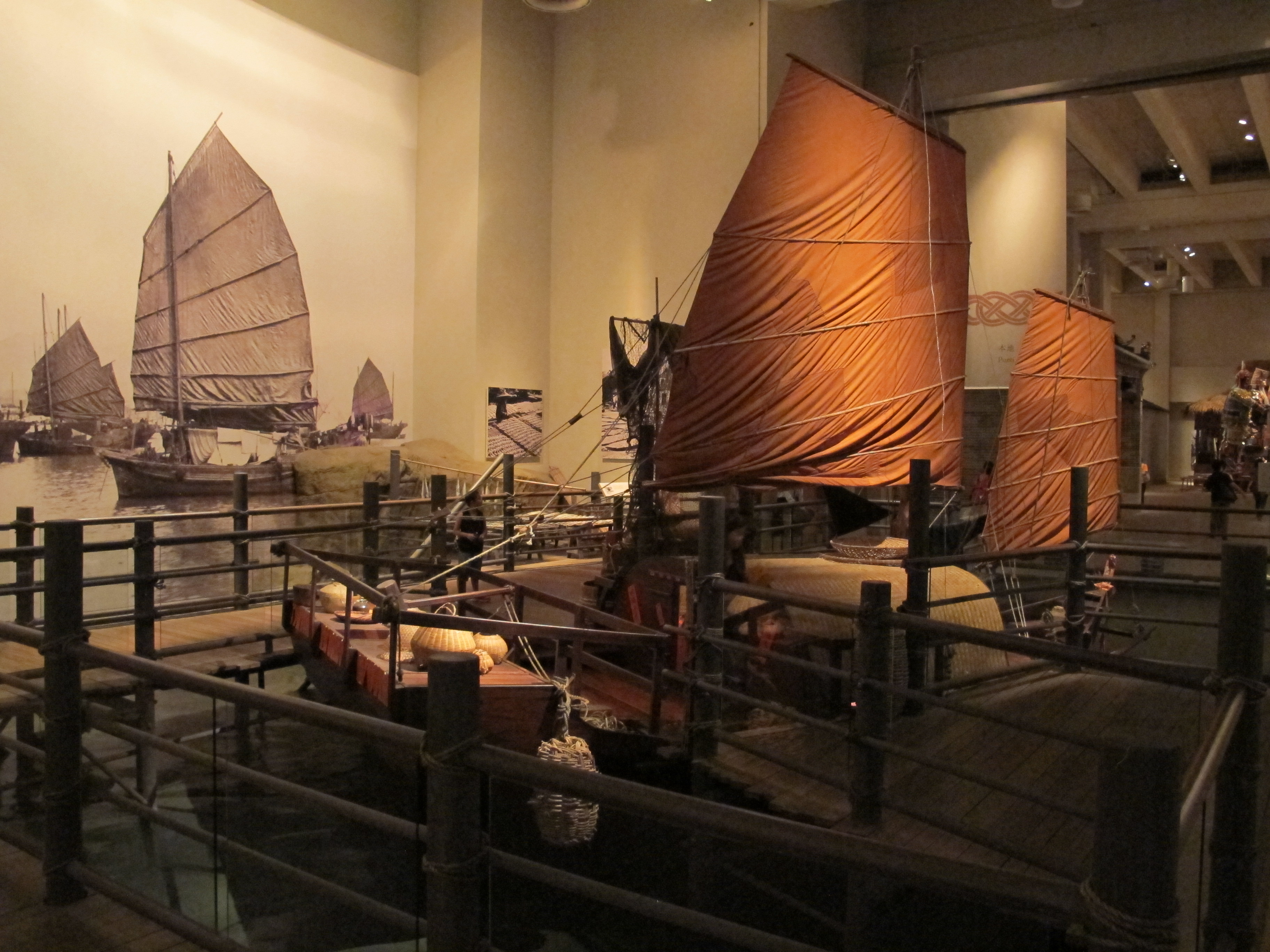
박물관 내에 전시된 정크선

홍콩역사박물관은 1975년 7월 홍콩 시립 박물관 및 미술관이 홍콩역사박물관과 홍콩 미술관으로 각각 분할될 때 시정국에서 설립했다. 이때 홍콩 역사박물관의 일부 전시품은 홍콩 대회당 내 1962년 당시의 원위치에 있던 홍콩 시립박물관 및 미술관에서 계속 전시됐다.
1975년부터 1983년까지 홍콩 역사박물관은 스타 하우스 내 700m2 규모의 임대공간에 자리를 잡고 있었다. 1983년부터는 가우룽 공원에 있는 임시 건물 (현 홍콩 문물탐지관 자리)로 이전했고, 1998년에 와서는 짐사쩌이 채텀 도남에 있는 홍콩 과학박물관 근처 지금의 건물로 다시 이전했다. 현재는 홍콩 특별행정구 정부 산하 강락급문화사무서가 운영을 맡고 있다.

## 소속 박물관
홍콩 역사박물관에 소속된 박물관은 총 다섯 곳으로, 홍콩 해방박물관 (싸우게이완), 레이쩽욱 고묘박물관 (쌈써이포), 로욱 박물관 (차이완), 알렉산더 그랜덤 소방보트 전시관 (쿼리 베이 공원 내), 그리고 쉰쭝싼 기념관 (쭝완 분싼 구)가 있다.

## 교통
홍콩 역사박물관은 MTR 훙함 역에서 서쪽 방향으로 걸어가는 거리에 있다.

## 같이 보기
- 홍콩의 박물관
- 홍콩 문화박물관
- 홍콩의 빌딩 및 건축물 목록
- 홍콩의 역사
- 홍콩의 문화재 보존
- 정부당안처
- 홍콩 노고학회
- 홍콩 문화박물관

## 추가 참고 문헌
- Stokes-Rees, Emily (2014년 5월 22일). 〈Recounting History. Constructing a national narrative in the Hong Kong Museum of History〉.   Knell, Simon; Aronsson, Peter; Bugge Amundsen, Arne. 《National Museums: New Studies from Around the World》. Routledge. 339–354쪽. ISBN 9781317723141.